# Ford D-Series
Ford D-Series — це серія вантажівок середньої ваги, які були представлені компанією Ford UK у 1965 році. Вона замінила серію Thames Trader і, здається, була задумана як більш сучасний конкурент вантажівок Bedford TK, що вироблялись британською філією вантажних автомобілів General Motors.

## Двигуни
- 3,97 л
- 5,42 л
- 5,95 л